# Кочарян, Рубик
Рубик Кочарян (арм. Ռուբիկ Քոչարյան; 1940, Ереван, Армянская ССР — 29 ноября 2019) — армянский художник.

## Биография
Родился в 1940 году в Ереване, Армянская ССР. В 1946 году его семья была сослана в Сибирь.  Учился у Ивана Павлова. В 1953 году семье было разрешено вернуться в Ереван, где Рубик поступил в художественную школу Терлемезяна и обучался у известных армянских художников. В 1955 году поступил в Московскую школу искусств и получил возможность изучать старинных мастеров в Пушкинском музее.
В 1959 году вернулся в Ереван, где сотрудничал со многими известными художниками. В 1968 году получил степень магистра в области изобразительного искусства Ереванского государственного художественного института. Принимал участие во многих выставках по всему СССР.
В 1974 году Кочарян эмигрировал в США. Открыл в Нью-Йорке студию.